# Högsjön (Lena socken, Västergötland)
Högsjön är en sjö i Vårgårda kommun i Västergötland och ingår i Göta älvs huvudavrinningsområde.